# Сирдяни
Сирдяни́ (рос. Сырдяны) — присілок у складі Увинського району Удмуртії, Росія.

## Населення
Населення — 47 осіб (2010; 58 в 2002).
Національний склад станом на 2002 рік:
- росіяни — 84 %

## Урбаноніми[3]
- вулиці — Центральна